# Horiella shodoshimaensis
Horiella shodoshimaensis is een keversoort uit de familie pilkevers (Byrrhidae). De wetenschappelijke naam van de soort is voor het eerst geldig gepubliceerd in 2002 door Puetz.